# Gustav Albert
Gustav Albert, född 1883 i Karlskrona, död okänt år, var en svensk konstnär.
Albert studerade konst under studieresor till ett flertal europeiska länder.
Hans konst består företrädesvis av landskapsmålningar med vår och höstmotiv från norra Skåne, kustmotiv från Blekinge skärgård och vilda blommor utförda i olja.
Albert är representerad vid Karlskrona museum och Karlshamns kommun. 